# Danziger Aufruhr 1525
Der Danziger Aufruhr (auch Danziger Aufstand) war eine Erhebung von Teilen der Bevölkerung der Hansestadt Danzig gegen den Rat der Stadt. In ihrem Verlauf wurde auch die Reformation eingeführt, erstmals im Königreich Polen. 1526 machte König Sigismund I. die Veränderungen rückgängig.

## Vorgeschichte
Mitte des 15. Jahrhunderts hatte sich die Stadt Danzig lehnsrechtlich dem polnischen König unterstellt. Dabei erreichte sie weitgehende Privilegien einer städtischen Autonomie. Die reiche Hansestadt war überwiegend von deutschen Handwerkern und Kaufleuten und deren Gesinde bewohnt, sie wurde von reichen Patrizierfamilien regiert, die meist aus Nord- oder Westdeutschland stammten.
In der Stadt gab es Unzufriedenheit über diese Ratsherrschaft. Diese wurde unterstützt durch reformatorische Ideen, die seit 1517 durch Kaufleute und Studenten in die Stadt kamen. Seit etwa 1518 predigte der Dominikanermönch Jacob Knothe lutherische Ideen.
Der Krieg Polens gegen den Deutschen Orden im Jahre 1520 belastete die Stadt, die auf polnischer Seite kämpfte, aber teilweise mit den deutschen Ordensrittern sympathisierte. Ein weiterer Krieg Danzigs gegen Dänemark im Jahre 1521 führte zur Absetzung des verhassten Bürgermeisters Eberhard Ferber, der diesen initiiert hatte. 1522 wurden er und seine Anhänger aus der Stadt getrieben.
Seit 1523 predigte Jakob Hegge im lutherischen Geist. Beschwerden des Rats an den polnischen König führten zu keinem Ergebnis. Auch ein persönliches Erscheinen von Bischof Matthias Drzewicki 1524 brachte keine Veränderungen, dieser floh schließlich vor einer aufgebrachten Menschenmenge aus der Stadt.

## Danziger Aufruhr
Im Januar 1525 erzwang eine große Anzahl meist einfacher Bürger die Einsetzung eines neuen Rats. In den Kirchen wurden evangelische Prediger angestellt, Mönche und Nonnen wurden aufgefordert, die Klöster zu verlassen, deren Inventar wurde teilweise dem Stadtrat übergeben. Ein Prediger wurde nach Wittenberg geschickt, um einen Reformator für die Stadt zu bekommen. Es kam schließlich Michael Meurer.
Der abgesetzte Rat wandte sich an König Sigismund. Dieser sandte mehrere Schreiben an die Stadt, sie solle die alte Ordnung wiederherstellen. Nachdem dieses keine Veränderungen brachte, begab er sich mit einem Heer in das benachbarte Marienburg. Bürgermeister Philipp Bischof gelang es, die aufständischen Bürger davon zu überzeugen, den König in die Stadt zu lassen, da dieser nur in friedlicher Absicht komme.

## Niederschlagung des Aufruhrs
Am 22. April 1526 zog König Sigismund mit einem Heer von 8.000 Mann in die Stadt ein, begrüßt von der Bürgerschaft. Nach zwei Tagen begannen jedoch wegen einer angeblichen geplanten Verschwörung gegen ihn Verhaftungen. Der alte Rat wurde wieder eingesetzt, in den Kirchen wieder der katholische Ritus eingeführt. Es kam zu Gerichtsverfahren, dreizehn Aufrührer wurden hingerichtet. Die evangelischen Prediger mussten die Stadt verlassen.

## Weitere Entwicklung
Zur Beruhigung der Bevölkerung durften einige Ordensgeistliche im reformatorischen Sinne weiter predigen, allerdings unter Beibehaltung der katholischen Gebräuche.
Erst 1557 konnten nach einem Privileg von König Sigismund II. August wieder offiziell evangelische Prediger angestellt werden.